# Джуєнське сільське поселення
Джує́нське сільське поселення (рос. Джуенское сельское поселение) — сільське поселення у складі Амурського району Хабаровського краю Росії.
Адміністративний центр та єдиний населений пункт — село Джуєн.

## Населення
Населення сільського поселення становить 413 осіб (2019; 461 у 2010, 514 у 2002).

## Історія
21 червня 1934 року Джуєнська сільська рада була передана зі складу Комсомольського району до складу Нанайського району, 4 листопада 1954 року — повернуто до складу Комсомольського району, 14 лютого 1963 року — Комсомольського сільського району, 14 січня 1965 року передано до складу Амурського району.
1992 року сільська рада перетворена в сільську адміністрацію, 2004 року — в сільське поселення.